# Јагодинска прометна банка
Јагодинска прометна банка А. Д. била је банка у Јагодини. Банка је национализована крајем 1946. године, заједно са осталим јагодинским новчаним заводима. Основана је 1921. године као „Јагодинска прометна банка А. Д.“, а била је позната и као Аграрна банка.

## Историјат
Јагодински трговац Мијајло Милановић Мика (1873-1946) је јуна 1921. године са, неколицином пријатеља основао новчани завод под именом Јагодинска задруга. Прво је тражено одобрење Министарства трговине и индустрије (на чијем је челу био Мехмед Спахо). Сагласност је стигла 25. децембра 1921. године и протоколисана је као Јагодинска прометна банка А. Д. 
Као оснивачи помињу се Михајло Поповић (адвокат), Мијајло Милановић Мика, Милан Тодоровић (директор Гимназије), др Света Шохај (управник Болнице), Живојин Николић (трговац), Илија Николић (трговац), Милоје Шохај (апотекар) и Миле Настић (кафеџија). Управни одбор чинили су још Јездимир Стефановић (трговац), Миодраг Милановић (трговац) и Мика Јевтић (трговац). Јагодинска прометна банка А. Д. је на почетку имала 68 акционара са уписаних 5000 акција. Деоничари су били и из града и из села. 
Када је протоколисана 30. децембра 1922. године банка је имала главницу од милион динара, са 2000 акција у вредности апоена од 500 динара. Та банка је позната и као Аграрна банка, јер је претежно пословала са сеоским живљем. 
Дугогодишњи председник Јагодинске прометне банке А. Д. био је Мијајло Милановић Мика, потпредседник Божа Ристић, председник Надзорног одбора др Милан Стевановић, књиговођа Жика Тодоровић, а касније Милоје Бекић. Просторије су се налазиле у улици Краља Петра. 
Национализацијом 1946. године прелази у државне руке.